# Kamisu
Kamisu (神栖市, Kamisu-shi) est une ville située dans la préfecture d'Ibaraki, sur l'île de Honshū, au Japon.

## Géographie

### Situation
Kamisu est située à l'extrême sud-est de la préfecture d'Ibaraki, au nord du cap Inubō.

### Démographie
En août 2021, la population de la ville de Kamisu était de 95 208 habitants répartis sur une superficie de 146,98 km2.

### Hydrographie
La ville est bordée par l'océan Pacifique à l'est et par le fleuve Tone au sud-ouest.

## Histoire
Le village moderne de Kamisu a été créé le 1er mars 1955, de la fusion des anciens villages d'Ikisu et Karuno. Il a acquis le statut de bourg en 1970, puis de ville en 2005.
Selon le « document du clan Ban », c'est à Kamisu, au lieu-dit Sharihama au cap de Hasaki, que serait survenue l'apparition de l'Utsuro-bune en 1803.

## Transports

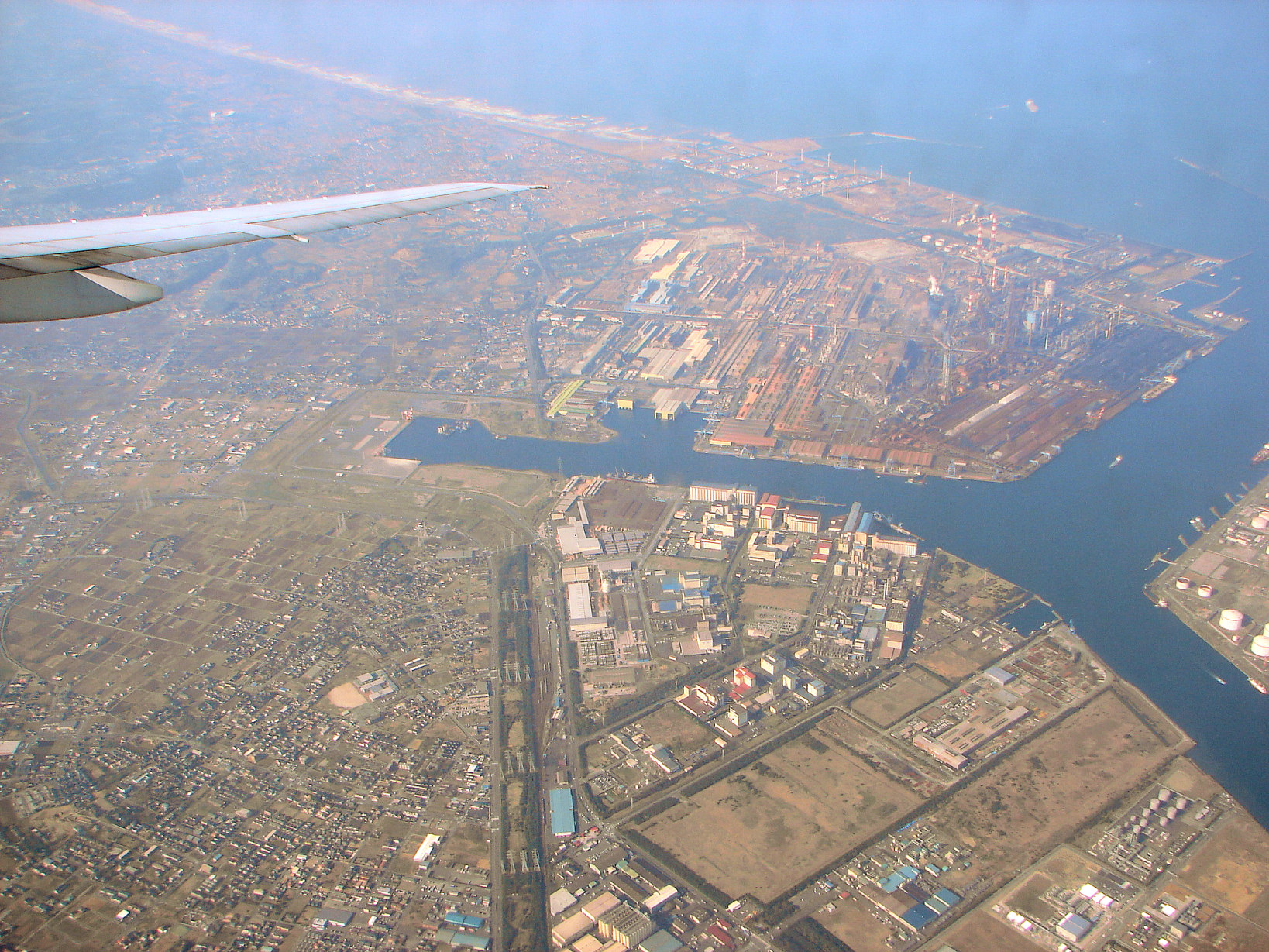
Vue aérienne du port de Kashima au nord de Kamisu.

La ville possède un port, le port de Kashima.

## Jumelage
Kamisu est jumelée avec  Eureka (États-Unis).